# Łukasz Pawłowski
Łukasz Zygmunt Pawłowski (født 11. juni 1983 i Torun) er en polsk letvægtsroer. 
Han vandt ved Sommer-OL 2008 en sølvmedalje i klassen letvægtsfirer u. styrmand, hvor han roede sammen med Bartłomiej Pawełczak, Miłosz Bernatajtys og Paweł Rańda. 
Han har for sin sportpræstation modtaget det gyldne fortjenesteskors, der gives til polske borgere som har ydet noget specielt for staten.